# The Addams Family (còmic)
The Addams Family són uns còmics creats pel dibuixant estatunidenc Charles Addams. Els personatges de The Addams Family tradicionalment inclouen Gomez i Morticia Addams, els seus fills Wednesday  i Pugsley, membres de la família com Uncle Fester i Grandmama, Lurch, la mà Thing, i el cosí de Gomez Cousin Itt.
Els Addams són una inversió satírica dels ideals familiars estatunidencs del segle XX: un clan acabalat excèntric i aristocràtic que es delecten en el macabre. Originalment van aparèixer com unes tires còmiques publicats al diari The New Yorker entre 1938 i la mort de Charles Addams el 1988. S'han adaptat a altres medis. El 1964 sèrie de televisió protagonitzada per John Astin i Carolyn Jones, a l'American Broadcasting Company i després inspirà un telefilm l'any 77 i d'altres adaptacions. A la dècada de 1990 aparegueren les pel·lícules La família Addams (1991) i Addams Family Values (1993). En el paper de Morticia actuà Anjelica Huston i Raúl Juliá (com Gomez), Christina Ricci (Wednesday), Christopher Lloyd (Fester), i Joan Cusack (Debbie Jellinsky).

## Llegat
La família Addams ha tingut una profunda influència en els còmics, el cinema i la televisió nord-americans, i també s'ha vist com una inspiració per a la subcultura gòtica i la seva moda. Segons The Telegraph, els Addams "són una de les famílies més emblemàtiques de la història nord-americana, juntament amb els Kennedy". De la mateixa manera, Time ha comparat "la rellevància i l'abast cultural" de la família amb els dels Kennedy i els Roosevelt, "tan part del paisatge americà que és difícil parlar de la història del país sense esmentar-los".
El 2010 van ser adaptats al musical. La producció original va ser protagonitzada per Nathan Lane i per Bebe Neuwirth.